# Tomasz Dolski
Tomasz Dolski (ur. 9 lipca 1995 w Słupcy) – polski skrzypek, zdobywca trzeciego miejsca w pierwszej edycji programu Must Be the Music. Tylko muzyka.

## Życiorys

### Wczesne lata
Urodził się w Słupcy, a dorastał w Krzyżu Wielkopolskim. Pochodzi z rodziny o muzycznych tradycjach. jego obie siostry również są związane z muzyką: najstarsza gra na fortepianie, a młodsza śpiewa.
W 2002 rozpoczął naukę w Państwowej Szkole Muzycznej I i II stopnia im. Fryderyka Chopina w Pile na wydziale instrumentalnym w klasie skrzypiec (drugim instrumentem był fortepian), którą ukończył z dyplomem w 2014. W latach 2010–2014 uczył się także w wydziale wokalnym uczelni. W 2014 zaczął naukę na Wydziale Dyrygentury, Jazzu i Edukacji Muzycznej Akademii Muzycznej im. Feliksa Nowowiejskiego w Bydgoszczy.

### Kariera
Wiosną 2011 zajął trzecie miejsce w finale pierwszej polskiej edycji programu Must Be the Music. Tylko muzyka. Po udziale w programie zagrał koncerty w wielu salach koncertowych, m.in. w amfiteatrach w Mrągowie i Opolu, w Hali Stulecia we Wrocławiu, w Domu Muzyki i Tańca w Zabrzu, w Międzynarodowym Centrum Kongresowym w Katowicach oraz w Operze Narodowej i na Stadionie Narodowym w Warszawie. Zagrał również na koncercie Muzyka nie zna granic w Gogolinie z okazji 20-lecia traktatu o dobrym sąsiedztwie i współpracy między Polską a Niemcami oraz na koncercie w Kopalni Soli w Wieliczce z udziałem przedstawicieli państw członkowskich Unii Europejskiej.
W marcu 2014 wydał debiutancki album pt. Love to Music, na którym umieścił m.in. tytułowy utwór, który napisał w wieku 14 lat. W październiku 2014 zagrał jako support na koncercie Urszuli w ramach Polsko-Niemieckich Spotkań w Hamburgu.
W 2016 został laureatem Kryształowego Kamertona ZAKR, przyznawanego za autorskie kompozycje, a także zajął drugie miejsce w kategorii Dźwięk na Polskim Festiwalu Sztuki „Orzeł 2016”. Jest twórcą projektu xSymfonia na Skrzypce  i DJ-a'x, którego celem jest propagowanie muzyki poważnej poprzez przedstawianie jej w nowoczesnych aranżacjach i elektronicznych brzmieniach. Realizacja trasy koncertowej rozpoczęła się 8 stycznia 2017. W 2018 z utworem „Spotlight” zgłosił się do krajowych eliminacji do 63. Konkursu Piosenki Eurowizji, jednak nie zakwalifikował się do stawki finałowej.

## Dyskografia
Albumy studyjne
- Love to Music (2014)